# Route des Pêches
La Route des Pêches est un projet majeur d’aménagement du territoire le long du littoral atlantique dans le sud du Bénin. Il prévoit la création d’un axe routier de 40 km reliant Cotonou à Ouidah, dans le but de favoriser le développement régional et le tourisme. 
Selon le Gouvernement, il s'agit d'offrir ainsi au visiteur une sorte de «concentré du Bénin» associant «le vaudou, les anciens comptoirs aux esclaves ou les palais d'Abomey classés par l'UNESCO». 

## Projet
En 2003 la création d'une zone d'aménagement touristique sur la traditionnelle route des pêches est présentée par Frédéric Dohou qui succède à Amos Elegbe comme ministre de la Culture, de l'Artisanat et du Tourisme. À l'abandon, privé des financements nécessaires, contesté à la fois par les villageois craignant l'expulsion et par les spécialistes du patrimoine et de l'environnement, ce projet est périodiquement relancé à l'arrivée des responsables politiques successifs. Jean-Michel Abimbola, ministre à son tour, espère augmenter la fréquentation touristique d'au moins 35%, cette zone balnéaire devant susciter la création d’environ 23 000 emplois directs (230 000 indirects) et accueillir jusqu'à 95 000 visiteurs par jour. Quelque 6 000 chambres d'hôtel devraient voir le jour, de même que 7 000 logements, villas ou appartements, et de nombreuses infrastructures de loisirs et de transport, des commerces et des services. Le débat est relancé en 2016 avec l'élection à la Présidence de Patrice Talon, qui en fait l'un de ses projets phares pour la période 2016-2021.

## Réalisation

### Phase 1

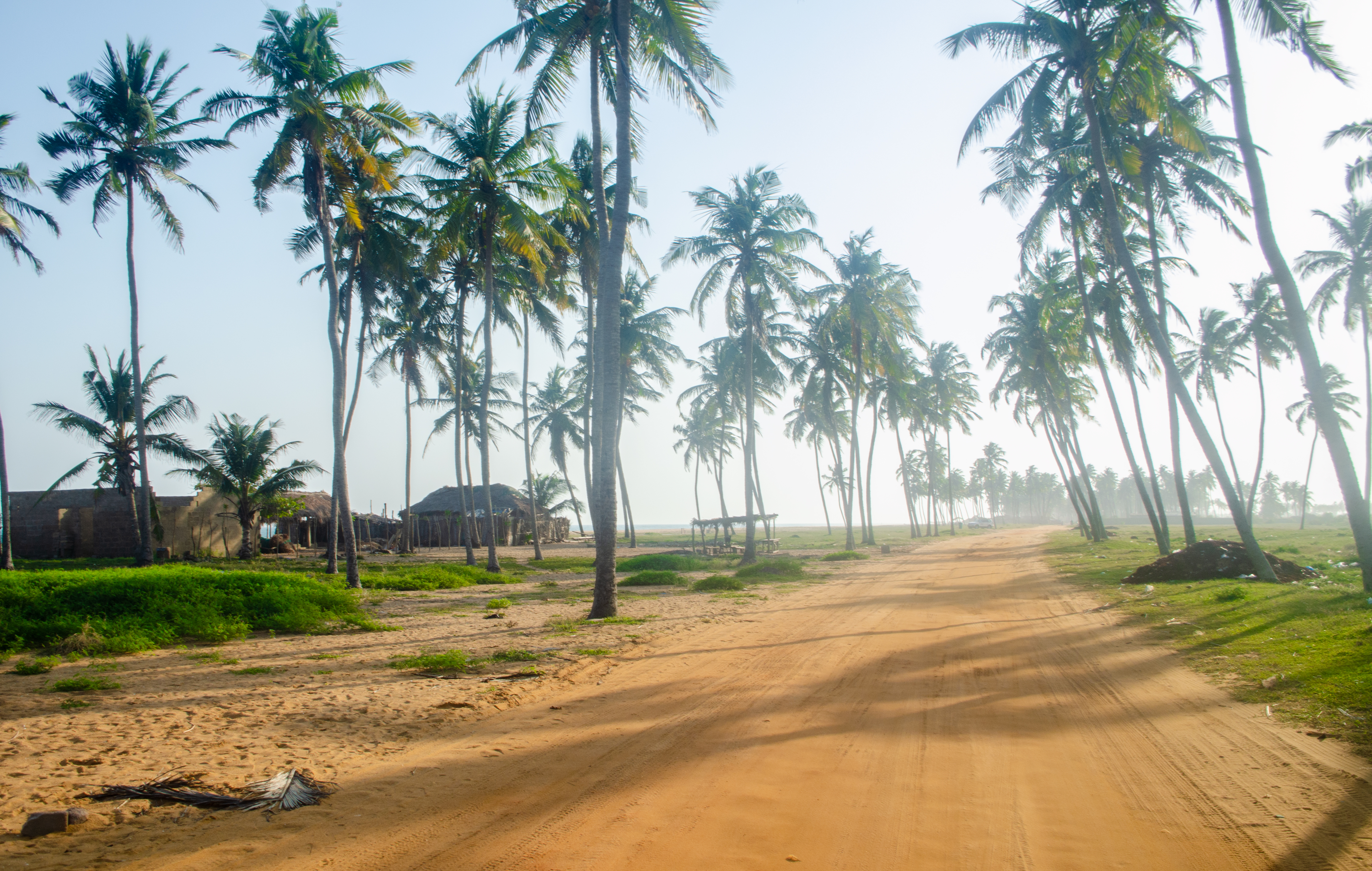
Ancienne piste menant vers Ouidah.

En 2019, seule une piste de terre de 800 mètres de large longeant l’océan reliait la lagune de Cotonou à celle de Ouidah. Des travaux d’aménagement du tronçon routier Cotonou-Adounko, long de 12,55 km, avaient toutefois été lancés en 2014 grâce à un budget de 13,6 milliards de FCFA, dont 12 milliards financés par la Banque ouest-africaine de développement (BOAD).

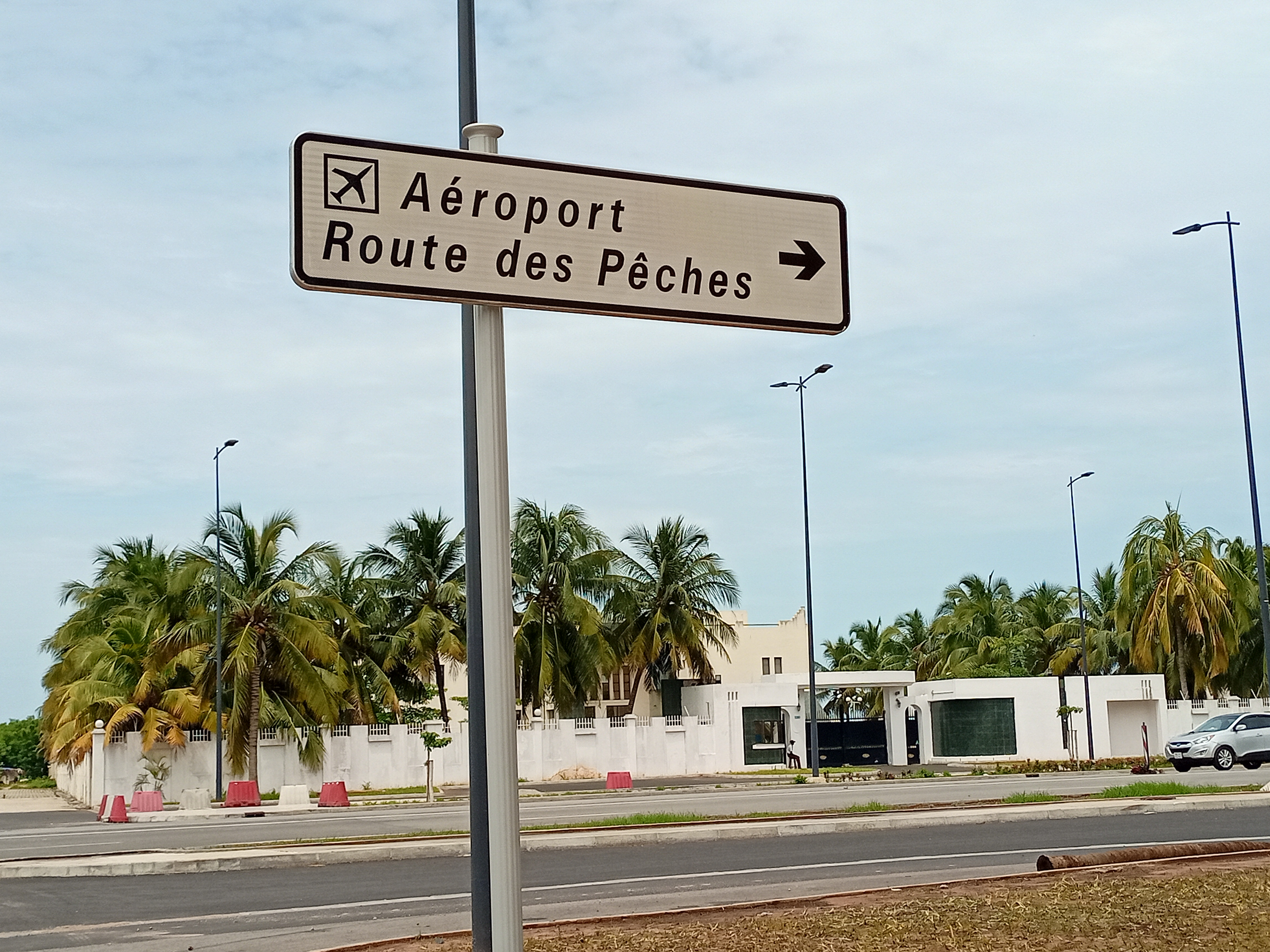
Route des pêches.

### Phase 2

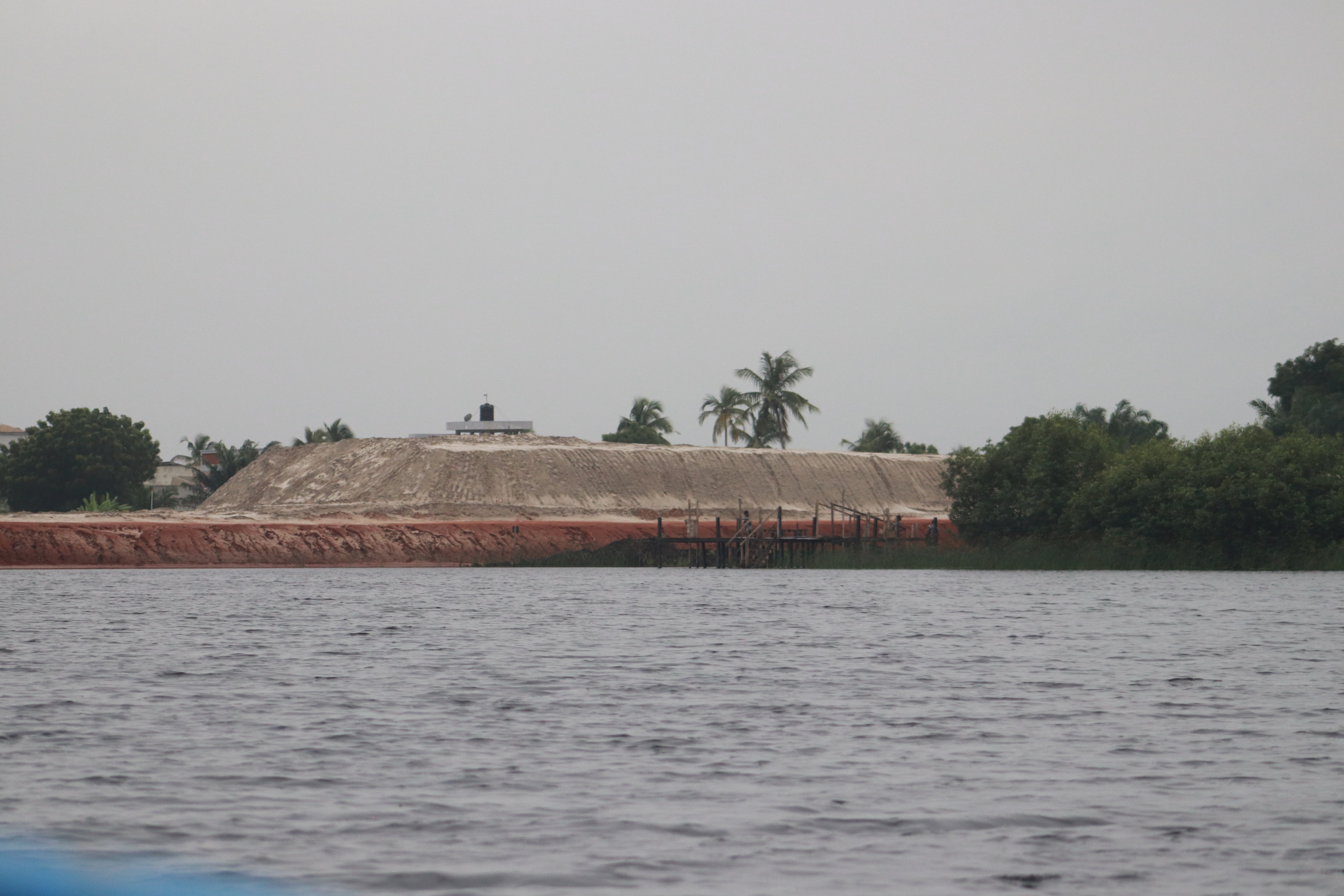
Pont en construction sur le Lac Adounko

En 2020, une seconde phase prévoit la réalisation d'une linéaire de 35,80 km, ainsi que des bretelles Adounko-Cococodji, Avlékété-Pahou et Porte du non-retour-Route nationale inter-états 1 Ouidah-Hillacondji, soit un total de 53,75 km de voies à bitumer, auxquelles s'ajouteront les ouvrages de franchissement.

## Sport et culture
La Route des Pêches à la marche est une rencontre sportive, lancée en 2016, qui se déroule chaque année au cours du dernier week-end d'août, entre Cotonou et Ouidah sur une distance de 32 kilomètres.
L'École internationale de théâtre du Bénin (EITB) se trouve à Togbin-Daho, au bord de la Route des Pêches.

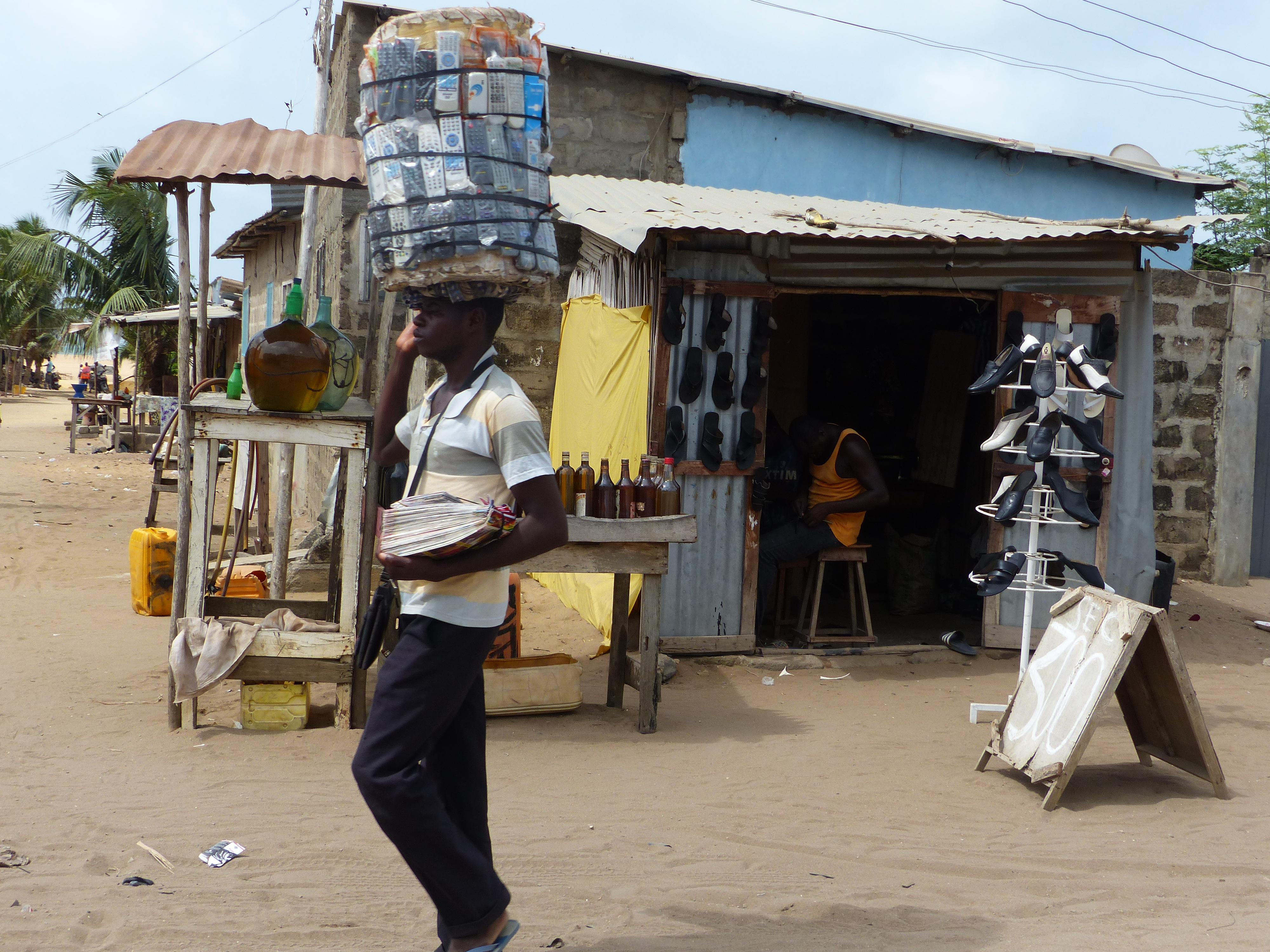
Petit commerce au bord de l'ancienne route.
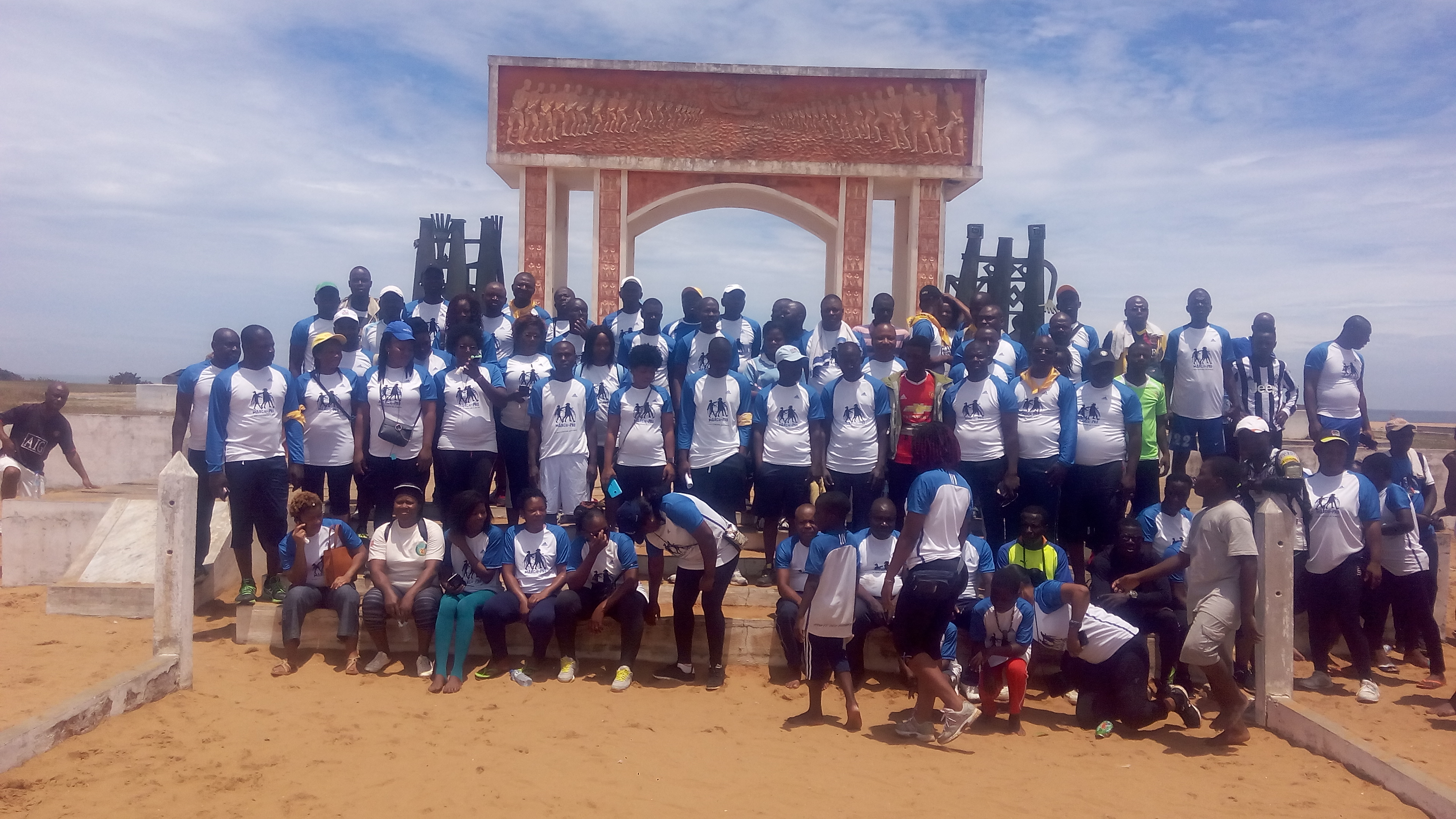
Participants de l'édition 2017 de la Route des Pêches à la marche, à Ouidah.
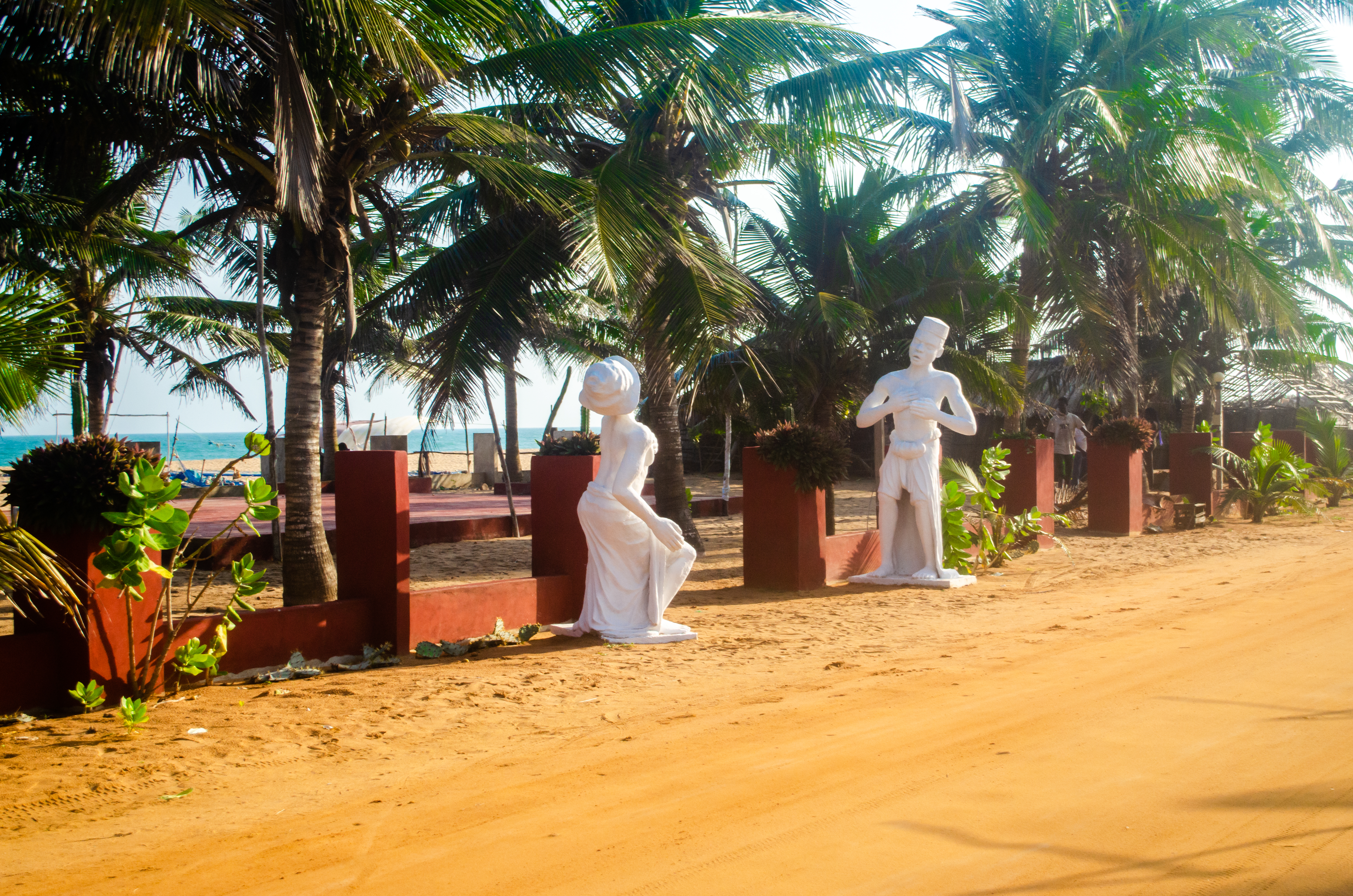
École internationale de théâtre du Bénin.
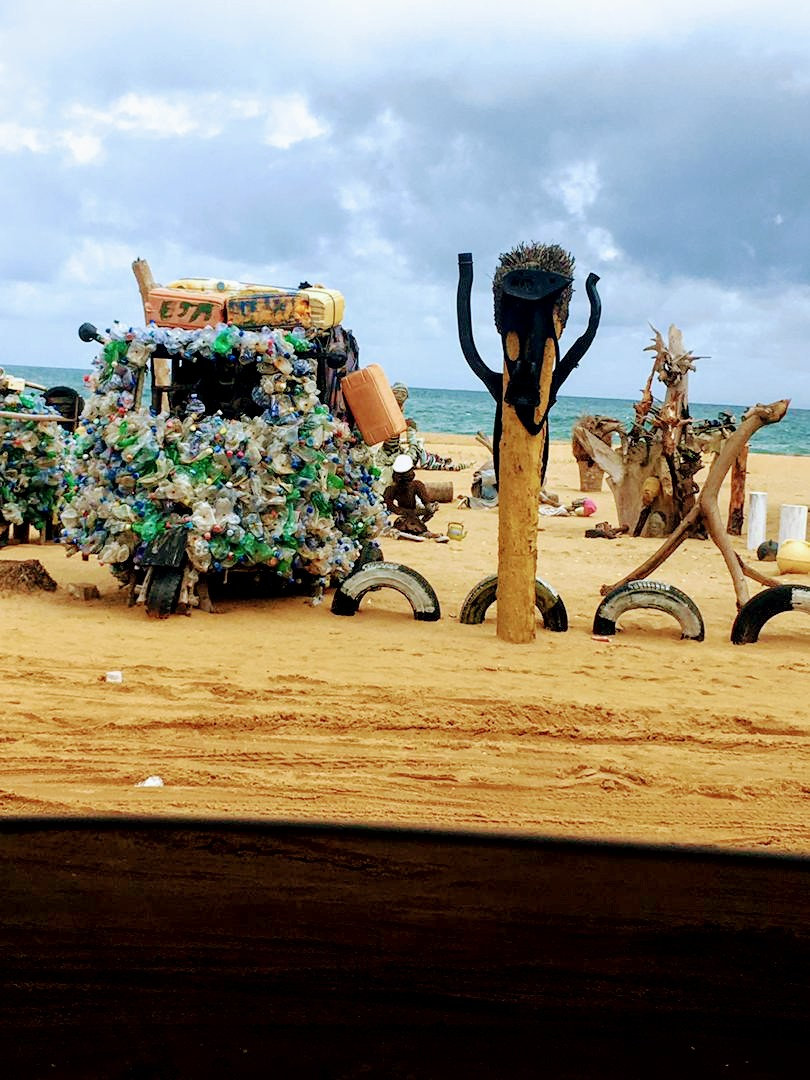
Recyclage artistique.
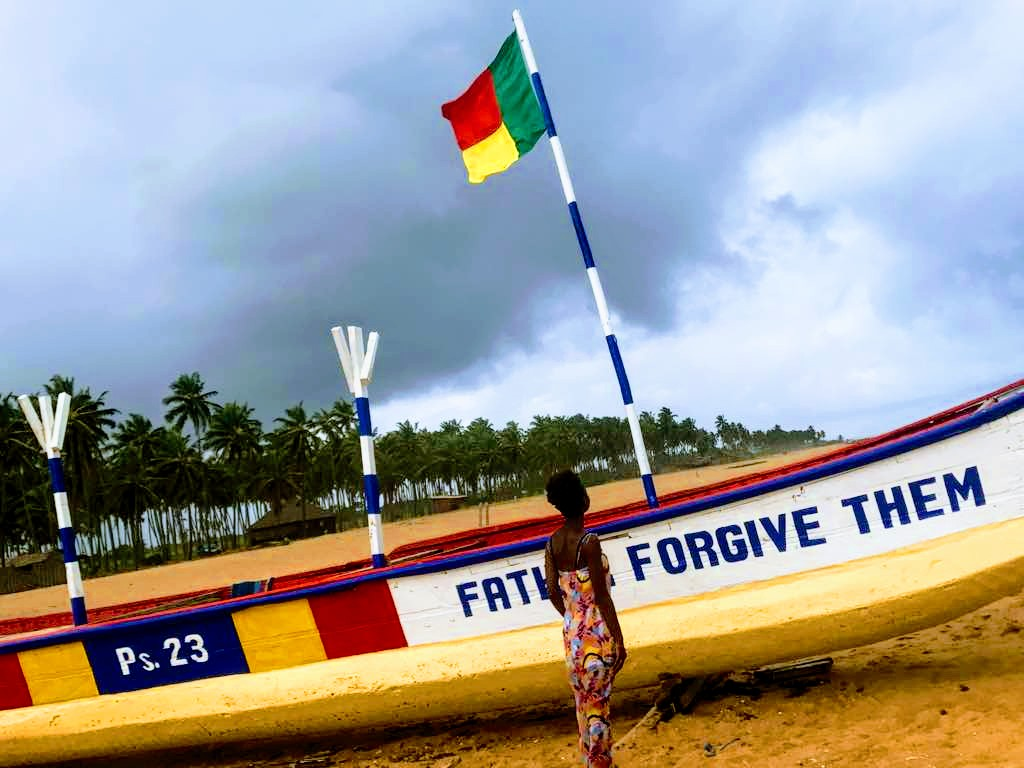
Pirogue sur la plage.
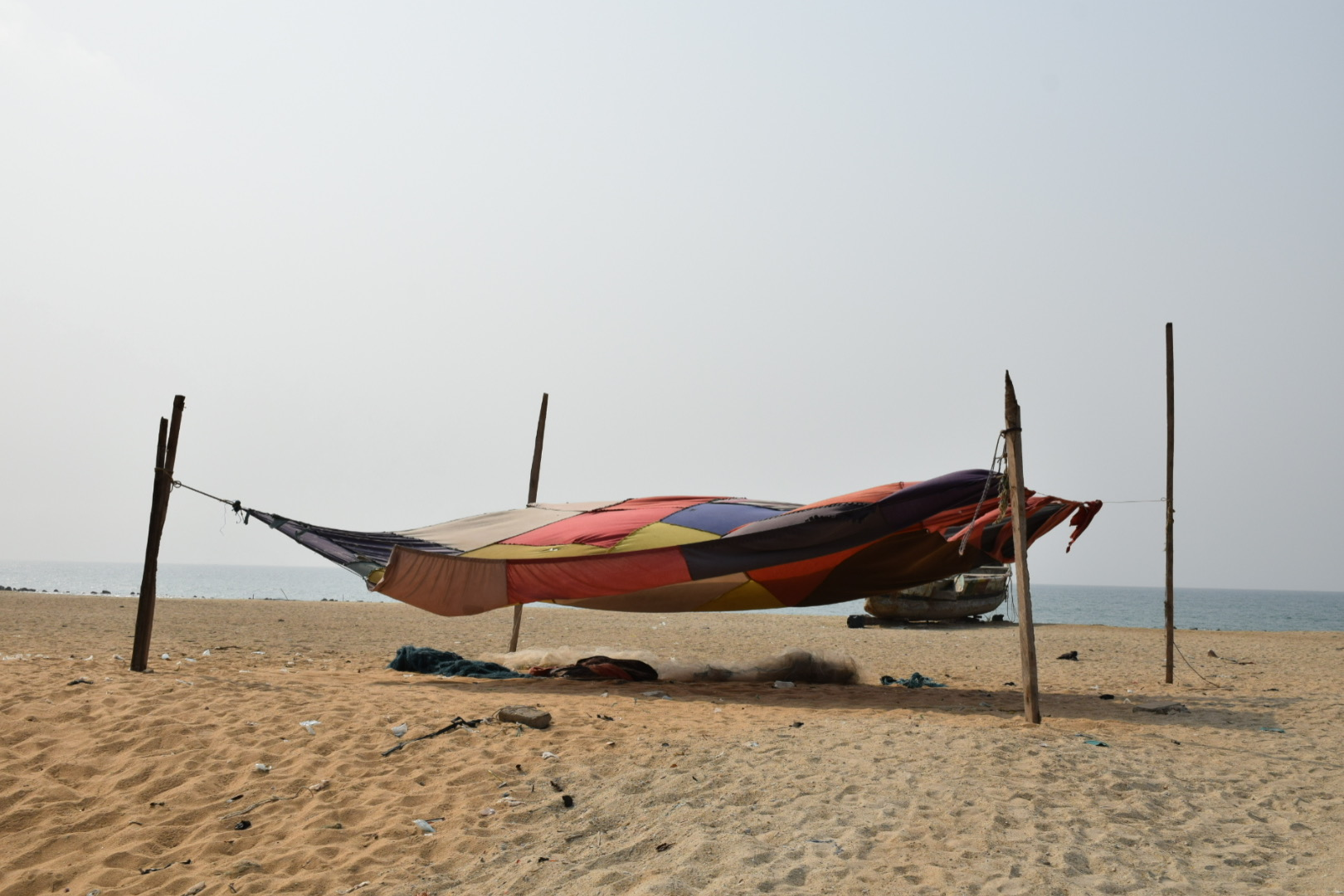
Abri.

### Note
- (fr) Cet article est partiellement ou en totalité issu de l’article de Wikipédia en français intitulé « Route des Pêches » (voir la liste des auteurs).